# 9576 van der Weyden
9576 van der Weyden este un asteroid din centura principală de asteroizi.

## Descriere
9576 van der Weyden este un asteroid din centura principală de asteroizi. A fost descoperit pe 4 februarie 1989 la Observatorul La Silla de Eric Walter Elst. El prezintă o orbită caracterizată de o semiaxă mare de 3,06 ua, o excentricitate de 0,11 și o înclinație de 8,6° în raport cu ecliptica.